# Patiño (A-14)
Patiño (A-14) je bojová zásobovací loď (Buque de Aprovisionamiento de Combate – BAC) španělského námořnictva. Ve službě je od roku 1995.

## Stavba

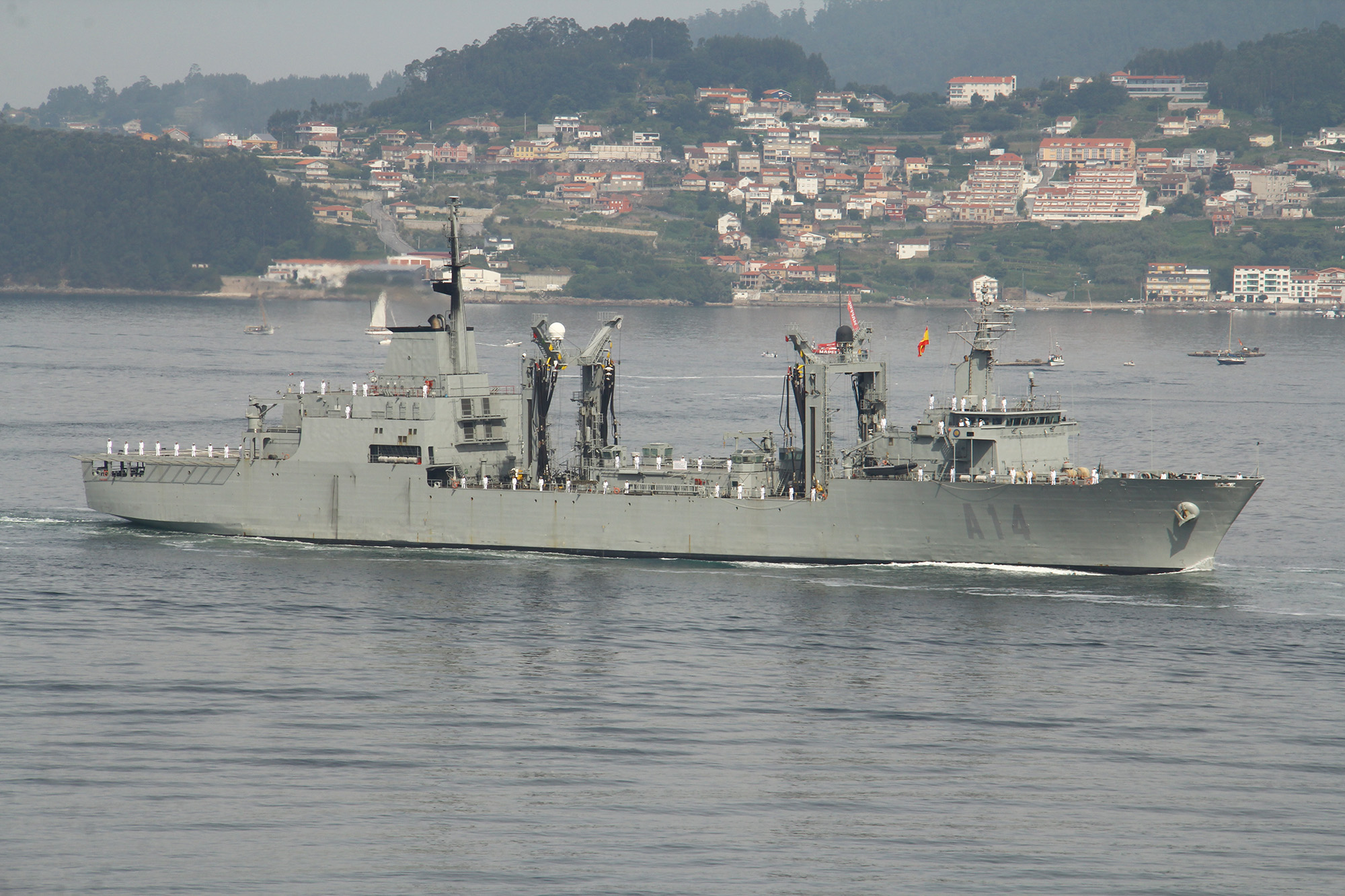
Patiño

Stavba zásobovacího plavidla Patiño byla objednána v prosinci 1991. Plavidlo bylo navrženo ve španělsko-nizozemské spolupráci, přičemž jeho stavbu zajistila španělská loděnice Navantia ve Ferrolu. V Nizozemsku bylo postaveno konstrukčně příbuzné plavidlo Amsterdam. Plavidlo bylo na vodu spuštěno v červnu 1994 a do služby bylo přijato 16. června 1995.

## Konstrukce

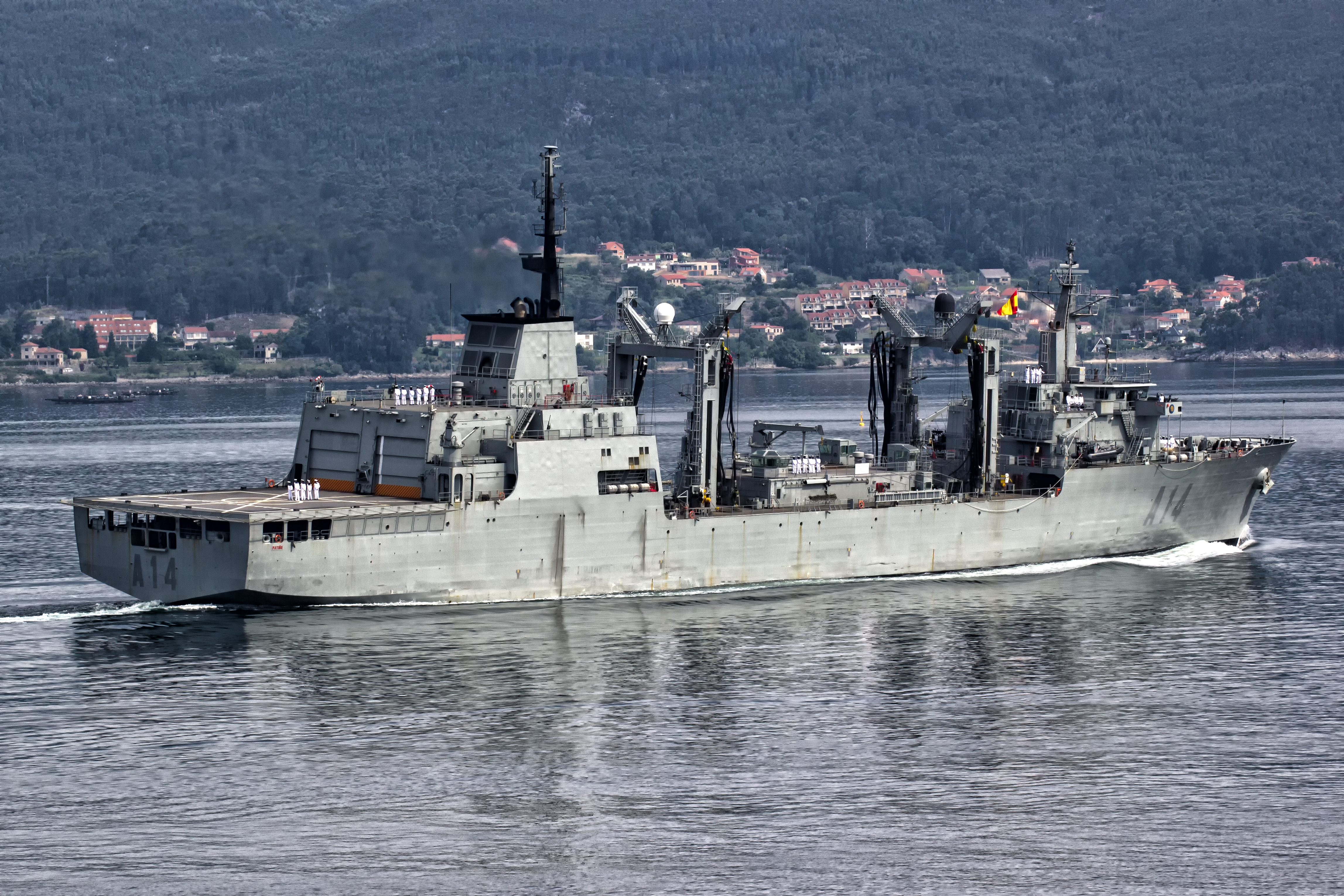
Patiño

Posádku plavidla tvoří 148 osob a dalších 19 zajišťuje provoz vrtulníků. Na palubě se přitom nachází ubytovací prostory pro dalších 20 osob. Plavidlo má kapacitu 6820 tun lodního paliva, 1660 tun leteckého paliva a 500 tun dalších zásob (jídlo, náhradní díly atd.). K přepravě nákladu slouží tři zásobovacích stanice, kterými mohou být najednou zásobována až tři plavidla (stanice na zádi umožňuje pouze doplňování paliva). Výzbroj tvoří dva 20mm kanóny Oerlikon a dva 20mm obranné kanónové komplety Meroka. Obranu plavidla zesilují čtyři vrhače klamných cílů Mark 36 SRBOC a vlečené protitorpédové klamné cíle SLQ-25A Nixie. Na zádi se nachází letová paluba a hangár umožňující provoz trojice vrtulníků sloužících pro vertikální zásobování. Loď má také dílenské kapacity pro jejich údržbu. Pohonný systém tvoří dva diesely Navantia / Burmeister and Wein, pohánějící jeden lodní šroub. Nejvyšší rychlost dosahuje 20 uzlů. Dosah je 13 450 námořních mil.